# MWB Motorenwerke Bremerhaven
Die MWB Motorenwerke Bremerhaven AG war ein Bremerhavener Schiffs- und Schiffsmotoren-Instandsetzungsbetrieb, der unter dem Dach der German Dry Docks AG aufging.

## Aufgaben

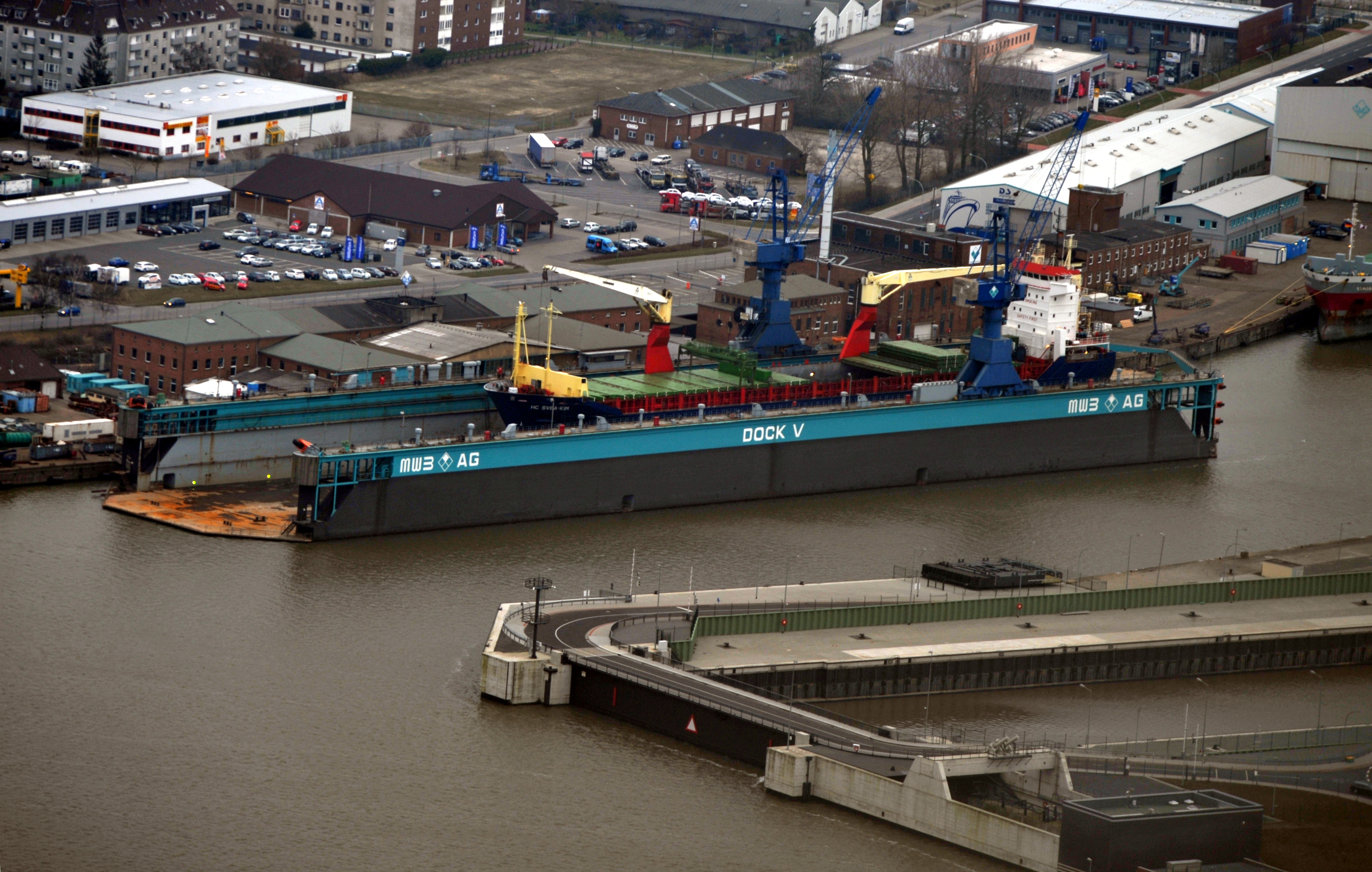
Schwimmdock der German Dry Docks (MWB), vorn die Kaiserschleuse

Neben der Motoreninstandsetzung liegen die Tätigkeitsschwerpunkte in der Schiffsverlängerung – hier gehört MWB neben der Bremerhavener Lloyd-Werft zu den wenigen Schiffswerften weltweit, die sich auf die Verlängerung von Schiffen spezialisiert haben. Hier lag der Schwerpunkt insbesondere bei der Verlängerung von Passagierschiffen.
Des Weiteren konzentriert sich die MWB auf die Herstellung von Spezialwerkzeugen für die Installation und Wartung von Windkraftwerken. Zudem beschäftigt sich die MWB AG erfolgreich mit der Fertigung von Blockheizkraftwerken (BHKW).

## Geschichte

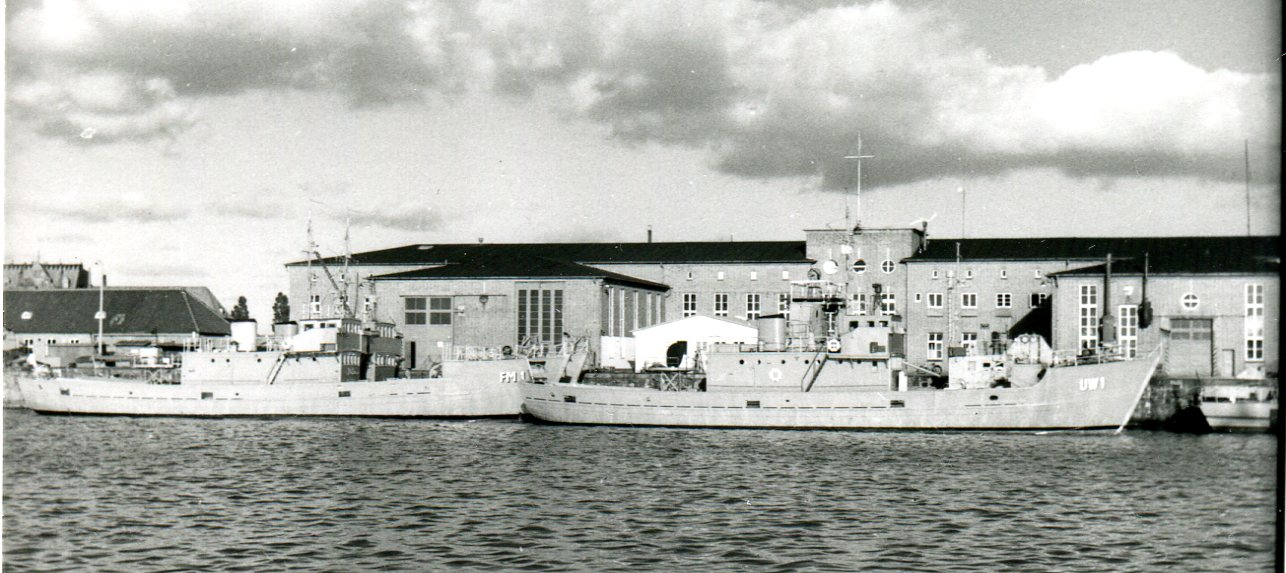
Werkstattgebäude und Schulboote an der Zerstörerkaje (1957)

Bis zum Unternehmen Weserübung hatte die Zerstörerkaje zentrale Bedeutung im Marinestützpunkt Bremerhaven (1935–1945). Auch nach dem Krieg war sie der Liegeplatz des Schwimmkrans Langer Heinrich. Nach dem Abzug des Reparaturbetriebs der US-amerikanischen German Mine Sweeping Administration (GMSA) 1956 wurde ein Jahr später an selber Stelle von der  Industrieverwaltungsgesellschaft (IVG) ein  Schiffsreparaturbetrieb unter dem Namen IVG Schiffs- und Motorenreparaturwerk gegründet. Vier Jahre danach kam die Instandsetzung von Schiffsmotoren hinzu. 1962 erfolgte die Umwandlung des Betriebes in die MWB Motorenwerk Bremerhaven GmbH. In den folgenden Jahren expandierte das Werk auf mehr als 600 Mitarbeiter und erwarb dem steigenden Aufgabenspektrum entsprechend verschiedene Schwimmdocks bis 8500 t. In den 1970er Jahren bescherten die Ölvorkommen in der Nordsee dem Unternehmen neue Aufgaben im Offshore-Bereich; repariert wurden amerikanische Bohrinselversorger und Ankerschlepper. 1978 führte die Havarie des MWB-Schwimmdocks mitsamt eines eingedockten Versorgerschiffs der Bundesmarine zu wirtschaftlichen Problemen und Kurzarbeit.
Ohne eigene Helling konnte MWB nur kleine Schiffe bauen, die vom Schwimmkran ins Wasser gesetzt werden konnten. Deshalb wurde 1982 eine Schiffbauhalle gebaut, an Stelle der Wendebucht für die Lloyd-Schiffe. Größere Neubauten wurden vor allem in der Seismik gebraucht. Daneben entstanden Ölauffangschiffe und Frischfischfänger. Die  Alexander von Humboldt wurde hier vom Feuerschiff zur Bark umgebaut.
1982 verteilten sich die Unternehmensbereiche auf 40 % Schiffbau, 26 % Motoreninstandsetzung, 10 % Fahrzeuginstandsetzung, 12 % Elektronik, 7 % E-Technik, 5 % Feuerungsanlagen (für Sägewerke, Gärtnereien); dieser Bereich baute später Blockheizkraftwerke und  Prüfstände.
Nach der Privatisierung der IVG 1993 wurde ein Jahr später nach Abtrennung verschiedener Unternehmenszweige die MWB AG mit mehr als 190 Mitarbeitern und einem Jahresumsatzvolumen von 35 Millionen Euro geschaffen und an den Unternehmer Dieter Petram veräußert. Dieser erwarb 2005 ein für Schiffe der Panamax-Klasse geeignetes Schwimmdock.
Der Geschäftsbereich Schiffstechnik der MWB wurde Anfang 2013 mit der Rickmers Lloyd Dockbetrieb GmbH zur German Dry Docks GmbH & Co. KG verschmolzen. Dieser ebenfalls zur Petram-Gruppe gehörende neue Betrieb hat seinen Sitz in der Barkhausenstraße 60 in Bremerhaven und damals etwa 100 Beschäftigte. Zu ihm gehören vier eigene Docks in Bremerhaven, außerdem besteht mit der Lloyd-Werft eine Kooperation über zwei weitere Großdocks.
Im August 2016 wurde bekannt, dass die bisher schon zusammenarbeitenden Unternehmen German Dry Docks GmbH & Co. KG (GDD) und MWB Motorenwerke Bremerhaven AG zur neuen German Dry Docks AG fusionieren. Der Geschäftsbereich Engines and Machine Technology tritt nun als Marke MWB Power auf, der Bereich Docking, Repair and Retrofit läuft weiter unter German Dry Docks. Den Vorsitz im Aufsichtsrat der neuen AG übernimmt Nadine Petram. German Dry Docks wiederum schloss sich 2017 mit der ebenfalls in Bremerhaven ansässigen Bredo und der in Cuxhaven ansässigen Mützelfeldtwerft zu einem Unternehmensverbund zusammen, dessen rechtlich selbständige Unternehmen unter dem Namen Bredo Dry Docks gemeinsam am Markt agieren, um so Synergieeffekte nutzen zu können.
Im Juli 2019 verkaufte Petram seine schiffbaulichen Aktivitäten in Bremerhaven (Bredo und German Dry Docks) komplett an die Rönner-Gruppe.

## Gebäude

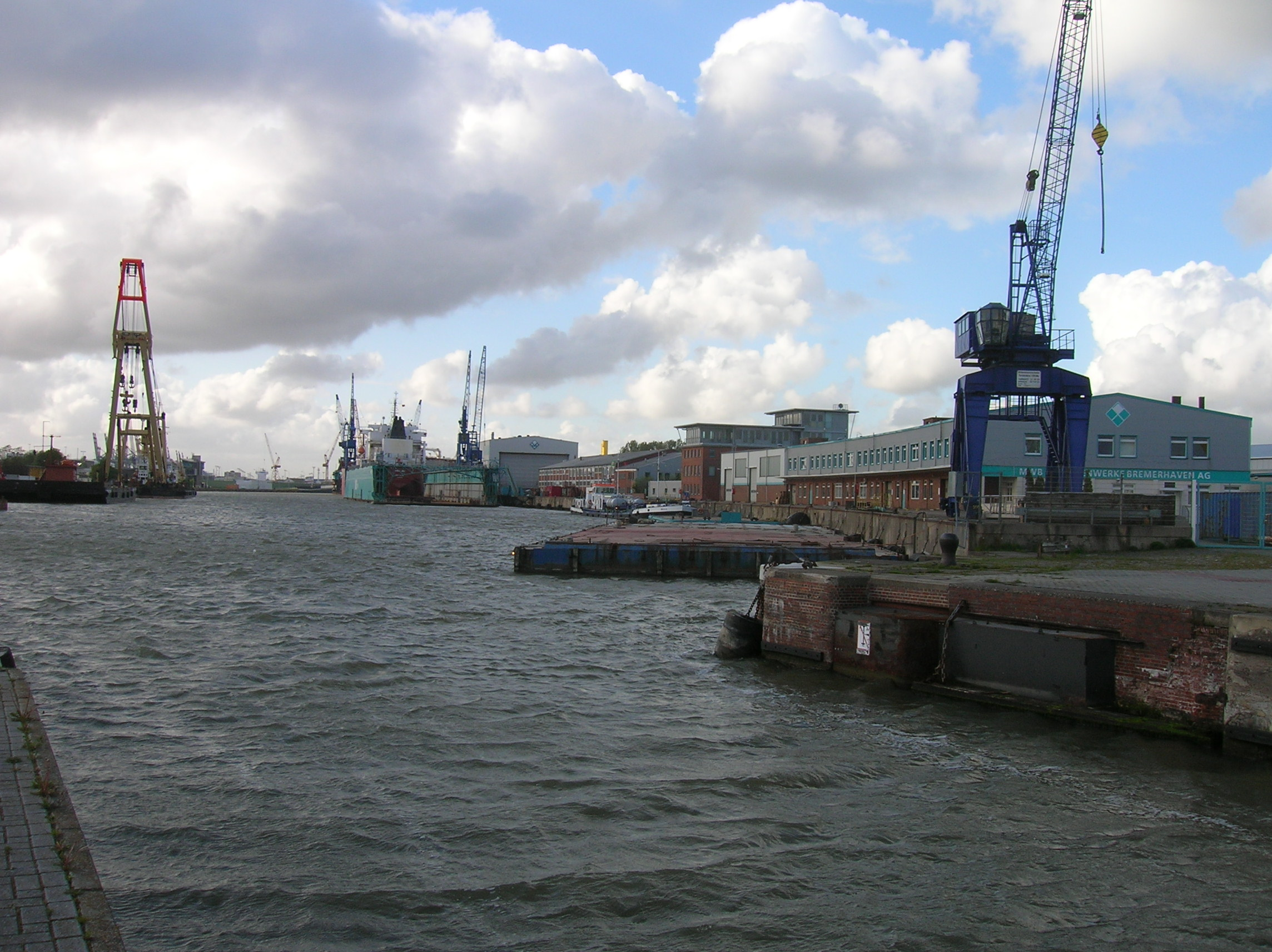
Betriebskaje (2012), vorn die Reste des Schleusentors, das den Kaiserhafen vom Neuen Hafen abschließen konnte

Gebäude 21 war 1936 als Versorgungslager angelegt worden. Nach dem Zweiten Weltkrieg hatten dort die Amerikaner das Kühlhaus und die Halle als Warenhaus genutzt. Ein Teil des Kellers beherbergte ab 1957 das Bundeseigene Lager (BEL), das 1971 in den nördlichen Bereich zog. Die Rüstsatzabteilung (Instandsetzung von verlasteten Werkstätten auf Bundeswehrfahrzeugen) zog in den BEL-Keller. Ein Teil wurde von der Motorenwerkstatt als Lager genutzt. Nachdem das Kühlhaus ausgebrannt war, wurde das Gebäude an die MWB übergeben und der ausgebrannte Teilbereich abgerissen. In das Gebäude kam die Motoreninstandsetzung, die bis dahin im Gebäude 16 untergebracht war. Die Verbindungsbrücke vom Gebäude 21 zum Gebäude 20 wurde ebenfalls nach dem Brand abgerissen. Das dreistöckige Gebäude 20 – das „Große Stabsgebäude“ – beherbergte die Verwaltung von MWB. Die oberen Etagen wurden nach 1995 aufgesetzt. Davor hatte es ein Walmdach zum Hafen hin. Der höhere Teil hatte während des Krieges ein Flakgeschütz. Zwischen den Gebäuden 21 und 22 befindet sich eine Rampe, die vom Kajenniveau auf Straßenniveau herabfällt. Das flache Gebäude wurde als „Garage“ bezeichnet. Das folgende Gebäude beherbergte zu MWB-Zeiten die Kantine (unten) und das Konstruktionsbüro (oben). Die folgende Halle soll während des Krieges beschädigt worden sein. Sie diente erst als Lagerhalle, später wurden dort Panzermotoren, Dieselmotoren für die Bundesbahn und Schiffsmotoren für die Bundesmarine zerlegt, befundet und instand gesetzt. Hinter der Halle befinden sich Prüfstände, auf denen die Motoren eingefahren werden. Die große Halle wurde 1982 auf dem Wendebecken als Schiffbauhalle errichtet.